# Rio Sieg
O Sieg próximo a Siegburg
O rio Sieg é um curso de água na Renânia do Norte-Vestfália e Rhineland-Palatinate, Alemanha que é assim nomeado após o Sigambrer. É um tributário da margem direita do rio Reno e tem 153 km de comprimento.
Sua origem está localizada nas montanhas de Rothaargebirge. De lá, o rio corre para sudoeste até a cidade de Siegen e as colinas de Siegerland, ambos nomeados após o rio. Avançando a oeste, o Vale do Sieg forma a fronteira de Bergisches Land (norte) e Westerwald (sul). O rio finalmente corre através de uma área protegida a leste de Bonn.
Após passar pelas cidades de Hennef e Siegburg, o Sieg converge com o Reno próximo a Niederkassel/Mondorf, apenas alguns quilômetros ao norte do centro de Bonn.